# Siphona juniperi
Siphona juniperi är en tvåvingeart som beskrevs av O'hara 1984. Siphona juniperi ingår i släktet Siphona och familjen parasitflugor.
Artens utbredningsområde är British Columbia. Inga underarter finns listade i Catalogue of Life.